# Gmina Przecław
Die Gmina Przecław ist eine Stadt-und-Land-Gemeinde im Powiat Mielecki der Woiwodschaft Karpatenvorland in Polen. Ihr Sitz ist die gleichnamige Stadt mit etwa 1700 Einwohnern. Die Wisłoka fließt in Süd-Nord-Richtung durch die Gemeinde.

## Gliederung
Zur Stadt-und-Land-Gemeinde (gmina miejsko-wiejska) gehören neben der Stadt Przecław folgende Dörfer mit einem Schulzenamt:
Biały Bór
Błonie
Dobrynin
Kiełków
Łączki Brzeskie
Podole
Rzemień
Tuszyma
Wylów
Zaborcze

## Verkehr
Die Haltepunkte Rzemien, Tuszyma und Dąbie koło Dębicy liegen an der Bahnstrecke Łódź–Dębica.